# Richard LeParmentier

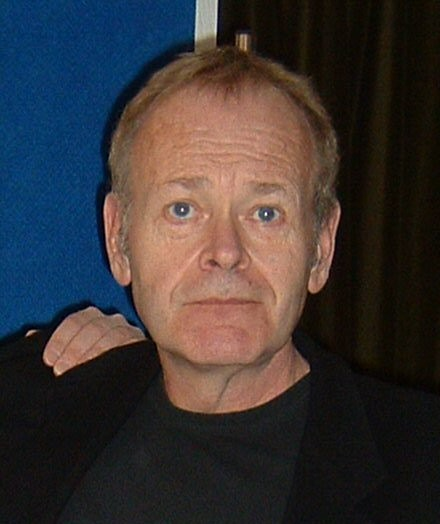
Richard LeParmentier (2004)

Richard LeParmentier (Pittsburgh 16 juli 1946 – Austin, 15 april 2013) was een Brits acteur. Hij was het meest bekend als Admiral Motti in Star Wars: Episode IV: A New Hope (1977) en als Lt. Santino in Who Framed Roger Rabbit.
LeParmentier speelde in meer dan 50 films en televisieprogramma's. Zo speelde hij bijvoorbeeld ook in Rollerball (1975), Octopussy, Murder, She Wrote, Capital City en Superman II (1980). Hij debuteerde in 1974 in de film Stardust.
Zijn stem werd meer dan eens gebruikt in reclameboodschappen en games, zoals bij de game "Soldiers: Heroes of World War II" en reclame voor de Xbox 360. In 2012 was hij voor het laatst te horen en te zien in Kinect Star Wars: Girly Vader.
LeParmentier was getrouwd met de Britse actrice Sarah Douglas (bekend als Ursa in de Supermanfilms) en woonde in Bath. De in Amerika geboren Brit is ook in de Verenigde Staten overleden. Op 66-jarige leeftijd stierf hij in zijn vakantiehuisje in Texas. Hij was daar op familiebezoek.